# Composizioni di Antonio Salieri

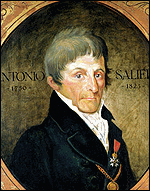
Salieri tra il 1816 e il 1819.

Lista delle composizioni di Antonio Salieri (1750-1825), ordinate per genere.

## Musica vocale non sacra

### Opere
| Titolo                                                                                   | Genere                | Divisione        | Libretto                                                                               | Premiere                                             | Teatro                                                |
| ---------------------------------------------------------------------------------------- | --------------------- | ---------------- | -------------------------------------------------------------------------------------- | ---------------------------------------------------- | ----------------------------------------------------- |
| La Vestale                                                                               | dramma per musica     | 3 atti           | sconosciuto                                                                            | Mai eseguita, uno studio per il suo maestro Gassmann | Vienna                                                |
| Le donne letterate                                                                       | commedia per musica   | 3 atti           | Giovanni Gastone Boccherini, da Molière                                                | Carnevale 1770                                       | Vienna, Burgtheater (o Kärntnertortheater)            |
| L'amore innocente                                                                        | pastorale             | 2 atti           | Giovanni Gastone Boccherini                                                            | 1770                                                 | Vienna, Burgtheater (o Kärntnertortheater)            |
| Don Chisciotte alle nozze di Gamace                                                      | divertimento teatrale | 2 atti           | Giovanni Gastone Boccherini, da Miguel de Cervantes                                    | Carnevale 1771                                       | Vienna, Burgtheater (o Kärntnertortheater)            |
| La moda, ossia Gli scompigli domestici                                                   | pasticcio             | 2 atti           | Pietro Cipretti                                                                        | 1771                                                 | Vienna                                                |
| Armida                                                                                   | dramma per musica     | 3 atti           | Marco Coltellini, da Torquato Tasso                                                    | 2 giugno 1771                                        | Vienna, Burgtheater (o Kärntnertortheater)            |
| La fiera di Venezia                                                                      | commedia per musica   | 3 atti           | Giovanni Gastone Boccherini                                                            | 29 gennaio 1772                                      | Vienna, Burgtheater (o Kärntnertortheater)            |
| Il barone di Rocca Antica                                                                | dramma giocoso        | 2 atti           | Giuseppe Petrosellini                                                                  | 12 maggio 1772                                       | Vienna, Burgtheater (o Kärntnertortheater)            |
| La secchia rapita                                                                        | dramma eroicomico     | 3 atti           | Giovanni Gastone Boccherini, da Alessandro Tassoni                                     | 21 ottobre 1772                                      | Vienna, Kärntnertortheater                            |
| La locandiera                                                                            | dramma giocoso        | 3 atti           | Domenico Poggi, da Carlo Goldoni                                                       | 8 giugno 1773                                        | Vienna, Kärntnertortheater                            |
| La calamita de' cuori                                                                    | dramma giocoso        | 3 atti           | Carlo Goldoni                                                                          | 11 ottobre 1774                                      | Vienna, Kärntnertortheater                            |
| La finta scema                                                                           | commedia per musica   | 2 atti           | Giovanni De Gamerra                                                                    | 9 settembre 1775                                     | Vienna, Burgtheater                                   |
| Daliso e Delmita                                                                         | azione pastorale      | 3 atti           | Giovanni De Gamerra                                                                    | 29 luglio 1776                                       | Vienna, Burgtheater                                   |
| L'Europa riconosciuta                                                                    | dramma per musica     | 2 atti           | Mattia Verazi                                                                          | 3 agosto 1778                                        | Milano, Teatro alla Scala                             |
| La scuola de' gelosi                                                                     | dramma giocoso        | 2 atti           | Caterino Mazzolà                                                                       | Carnevale 1779                                       | Venezia, Teatro San Moisè                             |
| La partenza inaspettata                                                                  | intermezzo            | 2 parti          | Giuseppe Petrosellini                                                                  | Carnevale 1779                                       | Roma, Teatro Valle                                    |
| Il talismano (atti 2 e 3 di Giacomo Rust)                                                | dramma giocoso        | 3 atti           | Carlo Goldoni (revisionato da Lorenzo Da Ponte)                                        | 21 agosto 1779, revisione: 10 settembre 1788         | Milano, Teatro Lirico; revisione: Vienna, Burgtheater |
| La dama pastorella                                                                       | intermezzo            | 2 parti          | Giuseppe Petrosellini                                                                  | 1780                                                 | Roma, Teatro Valle                                    |
| Der Rauchfangkehrer, oder Die unentbehrlichen Verräther ihrer Herrschaften aus Eigennutz | lustspiel             | 3 atti           | Leopold von Auenbrugger                                                                | 30 aprile 1781                                       | Vienna, Burgtheater                                   |
| Semiramide                                                                               | dramma per musica     | 3 atti           | Pietro Metastasio                                                                      | Carnevale 1782                                       | Monaco di Baviera, Residenz                           |
| Les Danaïdes                                                                             | tragédie lyrique      | 5 atti           | Marius François Du Roullet e Louis Théodore Baron de Tschudi, da Ranieri de' Calzabigi | 26 aprile 1784                                       | Parigi, Opéra National de Paris                       |
| Il ricco d'un giorno                                                                     | dramma giocoso        | 3 atti           | Lorenzo Da Ponte                                                                       | 6 dicembre 1784                                      | Vienna, Burgtheater                                   |
| La grotta di Trofonio                                                                    | opera comica          | 2 atti           | Giovanni Battista Casti                                                                | 12 ottobre 1785                                      | Vienna, Burgtheater                                   |
| Prima la musica e poi le parole                                                          | divertimento teatrale | 1 atto           | Giovanni Battista Casti                                                                | 7 febbraio 1786                                      | Vienna, Castello di Schönbrunn                        |
| Les Horaces                                                                              | tragédie lyrique      | 3 atti           | Nicholas-François Guillard, da Pierre Corneille                                        | 2 dicembre 1786                                      | Versailles                                            |
| Tarare                                                                                   | opera                 | prologo e 5 atti | Pierre-Augustin Caron de Beaumarchais                                                  | 8 giugno 1787                                        | Paris, Opéra National de Paris                        |
| Axur, Re d'Ormus                                                                         | dramma tragicomico    | 5 atti           | Lorenzo Da Ponte, da Pierre Beaumarchais                                               | 8 gennaio 1788                                       | Vienna, Burgtheater                                   |
| Cublai, gran kan de' Tartari                                                             | dramma eroicomico     | 2 atti           | Giovanni Battista Casti                                                                | composto nel 1788, ma rappresentato nel 1998         | Würzburg, Mainfrankentheater                          |
| Il pastor fido                                                                           | dramma tragicomico    | 4 atti           | Lorenzo Da Ponte, da Battista Guarini                                                  | 11 febbraio 1789                                     | Vienna, Burgtheater                                   |
| La cifra                                                                                 | dramma giocoso        | 2 atti           | Lorenzo Da Ponte, da Giuseppe Petrosellini, La dama pastorella                         | 11 dicembre 1789                                     | Vienna, Burgtheater                                   |
| Catilina                                                                                 | dramma eroicomico     | 2 atti           | Giovanni Battista Casti                                                                | composto nel 1792, ma rappresentato nel 1994         | Darmstadt, Hessisches Staatstheater                   |
| Il mondo alla rovescia                                                                   | dramma giocoso        | 2 atti           | Caterino Mazzolà, da L'isola capricciosa                                               | 13 gennaio 1795                                      | Vienna, Burgtheater                                   |
| Eraclito e Democrito                                                                     | commedia per musica   | 2 atti           | Giovanni De Gamerra                                                                    | 13 agosto 1795                                       | Vienna, Burgtheater                                   |
| Palmira, regina di Persia                                                                | dramma eroicomico     | 2 atti           | Giovanni De Gamerra, da Voltaire, La princesse de Babylone                             | 14 ottobre 1795                                      | Vienna, Kärntnertortheater                            |
| Il moro                                                                                  | commedia per musica   | 2 atti           | Giovanni De Gamerra                                                                    | 7 agosto 1796                                        | Vienna, Burgtheater                                   |
| I tre filosofi                                                                           |                       | 2 atti           | Giovanni De Gamerra                                                                    | composta nel 1797, ma mai rappresentata              |                                                       |
| Falstaff, ossia Le tre burle                                                             | dramma giocoso        | 2 atti           | Carlo Prospero Defranceschi, da Le allegre comari di Windsor di William Shakespeare    | 3 gennaio 1799                                       | Vienna, Kärntnertortheater                            |
| Cesare in Farmacusa                                                                      | dramma eroicomico     | 2 atti           | Carlo Propero Defranceschi                                                             | 2 giugno 1800                                        | Vienna, Kärntnertortheater                            |
| L'Angiolina, ossia Il matrimonio per sussurro                                            | opera buffa           | 2 atti           | Carlo Propero Defranceschi, da Epicene, o la donna silenziosa di Ben Jonson            | 22 ottobre 1800                                      | Vienna, Kärntnertortheater                            |
| Annibale in Capua                                                                        | dramma per musica     | 3 atti           | Simeone Antonio Sografi                                                                | aprile 1801                                          | Trieste, Teatro Nuovo                                 |
| La bella selvaggia                                                                       | opera buffa           | 2 atti           | Giovanni Bertati                                                                       | composta nel 1802, ma mai rappresentata              |                                                       |
| Die Neger                                                                                | Singspiel             | 2 atti           | Georg Friedrich Treitschke                                                             | 10 novembre 1804                                     | Vienna, Theater an der Wien                           |

### Arie scritte per altri
- Addio carina bella (Meng.), aria in sol maggiore per contrabbasso e orchestra
- Affé questa sera grandissima - Una domina? Una nipote? (Don Anchise), aria e recitativo per contrabbasso e orchestra (1775?), per La finta giardiniera di Pasquale Anfossi
- Ah ciel che noja è questa (frammento)
- Ah dove amici recitativo per soprano e orchestra
- Ah non siete ogni si facile (Tenast) aria per tenore e orchestra
- Alla speranza (Galatea) aria per soprano e orchestra
- All'idea del gran mistero aria in la maggiore per soprano, coro e orchestra
- Anch'io nello specchio talora aria in mi maggiore per soprano e orchestra (1771)
- Cedo l'intatto pegno (Dely - Davidde) duetto per soprano, tenore e orchestra
- Che mi s'appresti? (Capitano) aria in do maggiore per contrabasso e orchestra (1775)
- [...] che strane vicende (Ros. - Fior. - Pasq. - Fulg.) frammento finale di un'opera (Atto II), per La novità di A. Felici
- Chi vuol la zingara, duetto per soprano e orchestra
- Dall'uso parigino il bello, il sopraffino aria in do maggiore per soprano e orchestra  (1773)
- Del morir le angoscie adesso scena e aria per tenore e orchestra.
- Denke nicht der Zeit der Schmerzen duetto per soprano, tenore e orchestra
- Dico sol, che la padrona (Lena) aria per soprano e orchestra, per La locandiera
- D'oro saranno i letti (Fulg.) aria in re maggiore per contrabbasso e orchestra (1775)
- Dottorini saputelli (Clar.) aria per soprano e orchestra (1774)
- Eccomi al punto ch'io già tanta temei frammento di un'aria per soprano e orchestra
- Fate largo al gran Pasquino (Pasquino) aria in re maggiore per contrabbasso e orchestra, La novità di A. Felici (1775)
- Figlia mia diletta trio per soprano, tenore, contrabbasso e orchestra
- Fra tanto pietre brune (Polidoro) recitativo per contrabbasso e orchestra, per L'italiana in Londra di Domenico Cimarosa (1785?)
- Gelosia d'amore è figlia aria per soprano e orchestra
- Goder lasciatemi (Gianetta) aria per soprano e orchestra
- Gran diavolo! (Uberto) aria in fa maggiore per contrabbasso e orchestra
- Guarda in quel volto aria in mi bemolle maggiore per soprano e orchestra
- Ho perduto la mia pace (Brettone) aria per tenore e orchestra, per L'innocenza fortunata di Giovanni Paisiello (1775)
- Ho stampato libri in foglio aria per tenore e orchestra
- Il pargoletto amabile aria in la maggiore per tenore e orchestra
- In tuo favore mi parla il core duetto per due soprani e orchestra
- Io contento, recitativo
- Io di nuovo vel ripeto aria per soprano e orchestra (1777)
- Io lo dico e il posso dire trio per contralto, tenore, contrabbasso e orchestra
- Io non so che pensare recitativo e cavatina per tenore e orchestra
- La donna è sempre instabile (Belfusio) aria per tenore e orchestra, per La fiera di Venezia
- La mia morosa me l'ha fatta (Sandrina) aria per soprano e orchestra, per Il talismano
- L'amour est un dieu, canzone per soprano e orchestra
- La sposa se cedo, aria per soprano e orchestra
- Le diras, che il campione (Gusman) aria per contrabbasso e orchestra
- Le Inconvenienze teatrali, quartetto per soprano, contralto, tenore, contrabasso e orchestra
- L'introduco immantinente - Quando ho visto il dottorino (Rosina) recitativo e aria per soprano e orchestra (1776), per La finta scema
- Madame vezzosissima (Zeffirina - Valerio) recitativo e duetto (frammento)
- Ma quai mali intorno al core, aria per tenore e orchestra
- Ma quale agli occhi miei (Conte) recitativo
- Mia vaga Dorilla, aria per contrabbasso e orchestra, per Il marchese villano di Baldassare Galuppi (1775)
- Moriam, moriam mia vita, recitativo e duetto per soprano, tenore e orchestra
- Nel mio seno, aria
- Non per parlar d'amore (Laurina) aria in mi bemolle maggiore per soprano e orchestra, per L'astretta di Niccolò Piccinni
- Non temer che d'altri (Falsirena) aria per soprano e orchestra, per La fiera di Venezia (1779)
- Non veste alla moda (Aga.) aria per contrabbasso e orchestra (1774)
- Non vi fidate aria per soprano e orchestra
- Oh che donna che matta (Peppino), recitativo
- Oh me infelice - Allor potrei recitativo e aria
- Oh qual sorpasso giubilo (Pilemone) aria in fa maggiore per contrabbasso e orchestra, per Eraclito e Democrito
- Oh quanti veggarsi (Cardano) aria per tenore e orchestra, per Il talismano
- Oh sancte inviete aria per soprano e orchestra (1775)
- Padrona stimatissima (Pasquino) aria in re maggiore per contrabbasso e orchestra, per La novità di A. Felici
- Parlaste d'un cappone aria per contrabbasso e orchestra (1776)
- Pasquino avrà quest'ora recitativo, per La novità di A. Felici
- Paterio giudizio aria per contrabbasso e orchestra
- Per amore io già vancillo (Perillo) aria per tenore e orchestra (1770)
- Perder sogetto amato duetto per due soprani e orchestra
- Per voi s'avanzi aria per basso e orchestra
- Qual densa notte (Artalice - Chabri - Nehemia - Chor) finale di un'opera
- Quando sarà mia sposa (Capitano) aria per contrabbasso e orchestra (1775)
- Quest'è un mar di confusione quartetto per soprano, contralto, tenore, contrabbasso e orchestra
- Rasserena nel tuo barbaro aria (frammento)
- Sans argent et sans crédit (Boschetto - Pirati - Lauretta) scena con orchestra (1768)
- Scomodarmi da palazzo e trattarmi in questa guisa aria in fa maggiore per soprano e orchestra (1775)
- Se amor m'ha dato in testa, se mi far delirare aria per soprano e orchestra (1776)
- Se credessi di volare (Peppino) aria in mi bemolle maggiore per contrabbasso e orchestra (1774)
- Se Dio veder tu vuoi (Achio - Azia) duetto
- Se tu vedessi il core (Isabella) aria in sol maggiore per soprano e archi per Il villano geloso di B. Galuppi
- Signor mio scrivete bene (Pasquino) aria in fa maggiore per contrabbasso e orchestra, per La novità di A. Felici (1775)
- S'odo, o duce (Epponina - Voadice - Sabino - Arminio - Annio) finale di un'opera, per Giulio Sabino di Giuseppe Sarti  (1785?)
- Son dama, ma so l'arte ancor delle plebe (Polissena) aria in si bemolle maggiore per soprano e orchestra, per Il tamburo (notturno) di G. Paisiello (1774)
- Son nipote d'un togato (Isabella) aria in fa maggiore per soprano e archi, per Il villano geloso di B. Galuppi
- Sopra il volto sbigotito aria in mi bemolle maggiore per contrabbasso e orchestra
- Talor non si comprende aria per contrabbasso e orchestra
- Tenero cor recitativo e cavatina per soprano e orchestra (1780)
- Tu che ferita sei aria per tenore e orchestra, per Il barone di Rocca antica
- Tutte le furie unite in questo petto io sento aria per soprano e orchestra (1776)
- Tutti dicon che la moglie aria per contrabbasso e orchestra
- Un bel marito aria per soprano e orchestra
- Un pescatore mi pare amore aria per contrabbasso e orchestra
- Vedi ben che queste scene trio per soprano, contralto, contrabbasso e orchestra
- Venga su la finestra aria per tenore, coro e orchestra
- Venissi cari, l'affare è serio (Patenio) aria per contrabbasso e orchestra (1777)
- Verdammter Streich (Mauser) aria per tenore e orchestra
- [...] vicino a perdere l'amato ben aria (frammento)
- Villottino mio bellino (Lisetta) aria per contralto e orchestra (1775)
- Vi son sposa aria
- Aria (Polissena) per soprano e orchestra (1774), per Il tamburo (notturno) di G. Paisiello
- Finale di un'opera per tre soprani, due tenori, contrabbasso e orchestra, per La scuola de'gelosi (1779)

## Balletti e musiche di scena
- Balletto in 7 movimenti per L'Europa riconosciuta (1778)
- Balletto in 16 movimenti.
- Balletto in 10 movimenti.
- Balletto in 8 movimenti.
- Frammenti di balletti
- Overture, quattro musiche di scena e nove cori per Die Hussiten vor Naumburg di August von Kotzebue (1803)

## Cantate profane
- Cantata per le nozze di Francesco I per solisti, coro e orchestra (1808)
- Der Tyroler Landsturm Op. 100 per soprano, alto, tenore, basso, doppio coro, orchestra e voce recitante (1799)
- Die vier Tageszeiten per coro e orchestra (1819)
- Du, dieses Bundes Fels per coro e orchestra
- Habsburg per tenore, contrabbasso, coro e orchestra (1805-1806)
- Il Trionfo della Gloria e della Virtù per due soprani, tenore, coro e orchestra (1774 o 1775)
- La Riconoscenza per soprano, coro di cinque voci e orchestra (1796)
- La Riconoscenza de' Tirolesi per coro e orchestra (1800)
- La Sconfitta di Borea per solisti, coro e orchestra (1774 o 1775)
- Lasset uns nahen alle per tenore, contrabbasso, coro e orchestra
- Le Jugement dernier per tenore, coro e orchestra (1787-1788)
- L'Oracolo muto per soloisti, coro e orchestra (1802-1803)
- Wie eine purpur Blume per due soprani, coro e orchestra

## Cori profani
- An den erwünschten Frieden im Jahr 1814 per coro e orchestra (1814)
- An die Religion per coro a cappella (1814)
- Bei Gelegenheit des Friedens per soprano, tenore, contrabbasso e orchestra (1800)
- Beide reichen Dir die Hand per coro (frammento)
- Del redentore lo scempio per coro e orchestra (circa 1805)
- Der Vorsicht Gunst beschütze, beglücktes Österreich, dich per coro e orchestra (1813) (nuova versione del movimento finale di Der Tyroler Landsturm del 1799)
- Dio serva Francesco per coro e orchestra
- Do re mi fa per coro a cappella (1818)
- Es schallen die Töne per coro e orchestra
- Herzliche Empfindung bey dem so lange ersehnten und nun hergestellten Frieden im Jahr 1814 per coro e orchestra (1814)
- O Friede, reich am Heil des Herrn vedi: Herzliche Empfindung bey dem so lange ersehnten und nun hergestellten Frieden im Jahr 1814
- Hinab in den Schoß der Amphitrite per coro e orchestra (da Danaus?)
- Il piacer la gioia per coro e orchestra
- Ogni bosco, ogni pendice per coro e orchestra
- Religion, Du Himmelstochter vedi: An die Religion
- Schweb herab, o holder Seraph Friede vedi: An den erwünschten Frieden im Jahr 1814
- Schwer lag auf unserem Vaterlande vedi: Rückerinnerung der Deutschen nell'anno 1813
- Rückerinnerung der Deutschen nell'anno 1813 per coro e orchestra (1813-1814)

### Canzoni e canoni con o senza pianoforte
Ca. 340 opere in italiano, tedesco (compresi i testi di Schiller, di G. A., di Castelli e di Matthisson), francese e latino.

## Musica sacra

### Oratori e cantate sacre
- Davidde per solisti, coro e orchestra (1791) (frammento)
- Gesù al limbo per solisti, coro e orchestra (1803)
- La passione di Gesù Cristo per solisti, coro e orchestra (1776)
- Le Jugement dernier per tenore, coro e orchestra (1787/88)
- Saul per solisti, coro e orchestra (1791) (frammento)

### Messe e movimenti singoli
- Messa in do maggiore per coro a cappella (1767)
- Messa in re maggiore per coro e orchestra (1788) (chiamato Hofkapellmeistermesse)
- Messa in do maggiore per coro doppio e orchestra (1799) (chiamato Proklamationsmesse)
- Messa in re minore per soloisti, coro e orchestra (1805)
- Messa in si bemolle maggiore per solisti, coro e orchestra (1809)
- Kyrie in do maggiore per solisti, coro e orchestra (1812) (incompleta)
- Kyrie in fa maggiore per coro e orchestra (frammento)

### Messe da requiem
- Requiem in do minore per solisti, coro e orchestra (1804)
- Requiem in do minore per coro e orchestra (circa 1815-20) (frammento)

### Graduali
- Ad te levavi animam meam in mi bemolle maggiore per coro e orchestra
- A solis ortu pro Festo SS. Corporis Christi, in do maggiore per coro e orchestra (1810)
- Benedicam Dominum pro Dominica 12ma post Pentecostem aut de Tempore, in si bemolle maggiore per coro e orchestra
- Confirma hoc Deus in do maggiore per solisti, coro e orchestra (1809)
- Improperium in do minore per coro a cappella
- Justorum animae in la maggiore per coro e orchestra
- Liberasti nos, Domine pro Dominica XXIII. et ultima post Pentecostem, in re maggiore per coro e orchestra (1799)
- Magna opera Domini da tempore, in re maggiore per coro e orchestra (1810)
- Spiritus meus in re minore per coro e orchestra (1820)
- Tres sunt, qui testimonium dant in coelo de SS. Trinitate, in re maggiore per coro e orchestra
- Veni Sancte Spiritus in si bemolle maggiore per coro e orchestra (1800)
- Veni Sancte Spiritus pro Festo Pentecostem, in si bemolle maggiore per coro e orchestra (1805)
- Venite gentes in do maggiore per doppio coro e orchestra (1799)
- Vox tua mi Jesu in do maggiore per coro e orchestra (1774)

### Offertori
- Alleluja (deinde) Bonum est in re maggiore per coro, archi e organo
- Alleluja in re maggiore per coro e orchestra (1774) [riutilizzato nel 1788 come Amen per la fuga del Gloria nella messa in re maggiore]
- Assumpta est Maria in do maggiore per coro e orchestra (1799)
- Audite vocem magnam in do maggiore per coro e orchestra (1809)
- Beatus vir, qui non abit in re maggiore per solisti, coro e orchestra
- Benedixisti Domine in fa maggiore per coro a cappella
- Benedixisti Domine in fa maggiore per coro a cappella
- Cantate Domino omnis terra in do maggiore per doppio coro e orchestra (1799)
- Desiderium animae in fa maggiore per soprano, contralto, contrabbasso e orchestra
- Domine, Dominus noster in sol maggiore per coro e orchestra (1812)
- Dum corde pio in do maggiore, contrabbasso e organo
- Excelsus super omnes gentes Dominus in do maggiore per coro e orchestra (1806)
- Gloria et honor(e) in do maggiore per coro e orchestra (1809)
- Jubilate Deo in la maggiore per coro e orchestra
- Justus ut palma in si bemolle maggiore per coro e orchestra
- Lauda Sion Salvatorem in do maggiore per coro e orchestra (1805)
- Laudate Dominum omnes gentes in re maggiore per coro e orchestra (1809)
- Magna et mirabilia sunt opera tua in do maggiore per coro e orchestra (1809)
- Magna opera Domini in do maggiore per coro e orchestra (1812)
- Miserere nostri in sol maggiore per coro e orchestra (1805)
- Miserere nostri in mi bemolle maggiore per coro e orchestra (1803)
- O altitudo divitiarium in do maggiore per coro e orchestra (1809)
- O quam bonus et suavis est in si bemolle maggiore per solisti, coro e orchestra
- Populi timente sanctum nomen Domini in mi bemolle maggiore per coro e orchestra (1778)
- Salve Regina in re maggiore per coro e orchestra (1815)
- Salve Regina (testo in tedesco) in sol maggiore per coro e organo
- Salve Regina in si bemolle maggiore per coro e orchestra
- Salvum fac populum (1805) (perduto)
- Si ambulavero in medio in sol minore per coro e orchestra (1809)
- Sub tuum praesidium in si bemolle maggiore per coro e orchestra (1820)
- Tui sunt coeli in do maggiore per coro e orchestra
- Tui sunt coeli in mi bemolle maggiore per coro e orchestra

### Salmi e cantici
- Beatus vir, qui timet Dominum in re maggiore per due tenori, coro e orchestra
- Confitebor Domine in si bemolle per coro e orchestra
- De profundis in fa minore per coro, contrabbasso e organo (1815)
- De profundis in sol minore per coro e orchestra (1815)
- Dixit Dominus in sol maggiore per coro e orchestra
- Lauda, Jerusalem, Dominum in do maggiore per coro e orchestra (1815)
- Laudate pueri Dominum in sol maggiore per un coro di sei persone e orchestra
- Magnificat in do maggiore per coro e orchestra (1815)
- Magnificat in fa maggiore per coro in due parti e orchestra (1815)

### Litanie
- Litania di B.M.V. in fa maggiore per solisti, coro e orchestra
- Litania pro Sabbato Sancto in si bemolle maggiore per coro a cappella (1820)

### Inni
- Coelestis urbs Jerusalem Hymnus de dedicatione Ecclesiae, in la maggiore per coro e orchestra.
- Genitori in fa maggiore per soprano, coro e orchestra.
- In te Domine speravi in mi bemolle maggiore per due soprani and contrabbassi. (1817)
- Tantum ergo in do maggiore per doppio coro, due clarinetti, quattro corni, quattro trombe (Clarini), timpani, contrabbasso e organo.
- Tantum ergo in do maggiore per coro, due oboe, due fagotti, quattro trombe (Clarini), timpani and organo.
- Tantum ergo in do maggiore per coro, due trombe (Clarini), timpani e organo.
- Tantum ergo in fa maggiore per soprano e archi. (1768)
- Te Deum laudamus in do maggiore per solisti, coro e orchestra (1819)
- Te Deum laudamus de Incoronazione, in re maggiore per coro e orchestra (1790)
- Te Deum laudamus in re maggiore per doppio coro e orchestra (1799) (nuova versione del Te Deum dal 1790)

### Introiti
- Avertisti captivitatem Jacob pro Dominica XXIII. et XXIV. post Pentecostem, in si bemolle maggiore per coro, archi e organo.
- Beati immaculati de Virginibus et Martyribus et de Sancto Stephano, in fa maggiore per coro, archi e organo.
- Concupiscit et deficit in dedicatione Ecclesia et in Festo Tranfigurationis Domini, in fa maggiore per coro, archi e organo.
- Dico ergo pro Festis Beatae Mariae Virginis, in fa maggiore per coro, archi e organo.
- Domine exaudi vocem meam pro Dominica XXII. post Pentecostem, in fa maggiore per coro, archi e organo.
- Et justitiam tuam pro Festo Epiphaniae, in re minore per coro, archi e organo.
- Et psallare pro Festo S. Joannis Apost. et S. Joannis Bapt., in si bemolle maggiore per coro, archi e organo.
- Inductus est Dominus pro Dominica infra octavem Nativitas Domini et ad secundam missam, in fa maggiore per coro, archi e organo.
- In civitate pro Festo Purificationis Mariae et Dominica VIII. post Pentecostem, in do maggiore per coro, archi e organo.
- In mandatis ejus de Confessore et in Festo Sancti Joachim, in sol minore per coro, archi e organo.
- Jubilate Deo Jacob pro Dominica in albis, pro Feria II. post Pentecostem et in solemnitate corporis Christi, in re minore per coro, archi e organo.
- Jubilate Deo pro Festo St. Januarii Episcopus et Mart., pro Festo Ascensionis Domini, in fa maggiore per coro, archi e organo.
- Laetentur insulae pro Dominica III., IV., V., VI. post Epiphaniam, in fa maggiore per coro, archi e organo.
- Ne quando taceas pro Dominica VI. post Pentecostem, in re minore per coro, archi e organo.
- Neque celaveris de Confessore, in si bemolle maggiore per coro, archi e organo.
- Quam admirabile est nomen tuum pro Festo Sanctissime Trinitatis, in re minore per coro, archi e organo.
- Tu cognovisti pro Festo Sanctorum Apostolorum, in re minore per coro, archi e organo.

### Mottetti, arie sacre e canti
- Audimus Dei verbum (perduto)
- Contra vos, o monstra horrenda in si bemolle maggiore, mottetto per soprano, coro e orchestra. (1769)
- Cor meum conturbatum in sol minore per coro e orchestra.
- Ecce enim veritatem in sol maggiore per contrabbasso, tre viole, contrabbasso e organo.
- Fremat tirannus in do maggiore, mottetto per soprano, coro e orchestra. (1778)
- Magna est virtus (perduto)
- Misericordius Dominus in mi bemolle maggiore, duetto per soprano, contrabbasso, violino e orchestra.
- O mortales, festinate in si bemolle maggiore, aria per soprano, clarinetto e orchestra.
- Quae est illa in si bemolle maggiore, aria in honorem B.V.M. per soprano, oboe, archi e organo.
- Quem terra pontus sidera in la maggiore per soprano e orchestra.
- Salve Jesu pie duetto (perduto)
- Tu es spes mea, Domine per soprano, flauto, oboe e orchestra.
- Confirma Hoc Deus, mottetto di offertorio per la Pentecoste, per coro (1809)

## Musica strumentale

### Concerti
- Concerto per oboe, violino, violoncello e orchestra in re maggiore (1770)
- Concerto per organo e orchestra in do maggiore (1773) (secondo movimento perduto)
- Concerto per piano e orchestra in do maggiore (1773)
- Concerto per piano e orchestra in si bemolle maggiore (1773)
- Concerto per flauto, oboe e orchestra in do maggiore (1774)
- Concertino da camera per flauto o oboe e archi in sol maggiore (1777)

### Sinfonie, ouverture e variazioni
- Sinfonia in re maggiore Il Giorno onomastico (1775)
- Sinfonia in re maggiore La Veneziana (dalle ouverture de La Scuola de'gelosi e La Partenza inaspettata)
- Tre minuetti per orchestra
- XXVI variazioni sul tema "La follia di Spagna"per orchestra (1815)
- Allegretto in re maggiore per orchestra
- Sinfonia (ouverture) in do maggiore (ouverture da Habsburg)
- Overture La Frascatana
- Symphonie (ouverture) in so maggiore (frammento)
- Movimento per contrabbassi e archi

### Serenate
- Picciola Serenata in si bemolle maggiore per 2 oboe, 2 corni e contrabbasso (1778)
- Serenata in si maggiore per 2 clarinetti, 2 fagotti, 2 corni and contrabbasso
- Serenata in do maggiore per 2 flauti, 2 oboe, 2 fagotti, 2 corni e contrabbasso (versione alternativa della serenata in si bemolle maggiore per sette strumenti)
- Serenata in fa maggiore per 2 flauti, 2 oboe, 2 fagotti, 2 corni e contrabbasso
- Cassazione in do maggiore for 2 oboe, 2 corni inglesi, 2 fagotti e 2 corni
- Tre trii in sol maggiore, mi bemolle maggiore e do maggiore per 2 oboe e fagotto
- Armonia per un tempio della notte in mi bemolle maggiore per due oboe, 2 clarinetti, 2 fagotti e 2 corni (ca. 1795)

### Marce
- 11 marce per orchestra (ca. 1804)
- Marcia per banda Prägt tief in eure Herzen, Brüder
- Parademarsch in do maggiore per banda
- Die Landwehr (1809)
- Marcia in onore di Gassmann in do maggiore per orchestra (1820)

### Musica da camera
- 4 scherzi armonici istrumentali per quartetto d'archi.
- Fuga per quartetto d'archi (tema, non il testo)
- Fuga per tre strumenti
- Fuga in do maggiore per due strumenti (1818)
- Fuga in mi bemolle maggiore per due strumenti
- 6 piccole pieces per piano
- 6 pieces per chitarra (perduta)

## Lavori teorici e scritti non musicali
- Lib. di partimenti di varia specie pro profitto della gioventù (perduto)
- Pamphlet sulle corde strappate in maniera languida, smorfiosa (1814)
- Scuola di canto in versi e i versi in musica a 4 voci (1816)
- Christliches Gutachten di accompagnamento d'organo inadeguata nella Chiesa (1816)
- Dichiarazione congiunta di Ludwig van Beethoven sui benefici del metronomo di Maelzel (1818)

## Adattamenti di opere straniere e collaborazioni con altri compositori
- La Betulia liberata di Florian Leopold Gassmann riduzione in recitativi e arie, cori (1820)
- Il Talismano, composizione di Salieri (primo atto) e Giacomo Rust (atto secondo e terzo) (1779)
- Iphigénie en Tauride di Christoph Willibald Gluck, versione italiana nota come Iphigenia in Tauride tradotta da Lorenzo Da Ponte (1783)
- Per la ricuperata salute di Ofelia per voce e pianoforte, composizione di Salieri, Mozart e Cornetti (1785) (perduto)
- Requiem in mi bemolle maggiore di Niccolò Jommelli: strumentazione supplementare per due oboi, due fagotti, due trombe (requiem solenne per Christoph Willibald Gluck eseguito l'8 aprile 1788)
- Stabat Mater in fa minore di Giovanni Battista Pergolesi per solista, coro e orchestra

## Variazioni sui lavori di Salieri
- Wolfgang Amadeus Mozart
6 variazioni per pianoforte in sol maggiore sul Mio caro Adone da La Fiera di Venezia [KV 180] (1773)
- Giuseppe Sarti
Variazione per violino e pianoforte sulla cavatina La ra la ra da La Grotta di Trofonio (1786)
- Johann Baptist Vanhal
7 variazioni per pianoforte sul terzetto Venite, o Donne, meco da La Grotta di Trofonio (1786)
- Josephus Andreas Fodor (1751–1828)
Variazione per due violini dall'aria Ainsi qu´une abeille da Tarare (circa 1788)
- Jakob Freystädtler (1761–1841)
9 variazioni per violino e pianoforte in sol maggiore sulla cavatina Come ape ingegnosa da Axur, Re d'Ormus (1791)
- Anonimo
Variazione per violino e pianoforte sulla cavatina La ra la ra da La Grotta di Trofonio (circa 1791)
- Josepha Barbara Auernhammer (1758–1820)
Variazione per pianoforte sul duetto La stessa, la stessissima da Falstaff ossia Le tre burle (dopo 1799)
- Carl Friedrich Zelter
Come ape ingegnosa (Tanz und Opfergesang) da Axur, Re d'Ormus con alcune modifiche per pianoforte (1792)
- Joseph Gelinek (1758–1825)
8 variazioni per pianoforte sul terzetto Coppia si tenera da Palmira, Regina di Persia op. 8 (1796)
Variazione per pianoforte su una marcia da Cesare in Farmacusa (circa 1805)
- Leonhard von Call (1768–1815)
Variazione per mandolino (o violino) e chitarra sul duetto Qui dove ride l´aura da Axur, Re d'Ormus op. 25
- Philipp Karl Hoffmann (1769–1843)
6 variazioni per pianoforte sul terzetto Coppia si tenera da Palmira, Regina di Persia op. 8 (1798)
- Ludwig van Beethoven
10 variazioni per pianoforte in si maggiore sul duetto La stessa, la stessissima da Falstaff ossia Le tre burle WoO 73 (1799)
- Johann Baptist Cramer
Capriccio per pianoforte sulla barcarola Ahi! povero Calpigi da Tarare
- Joseph Wölfl
9 variazioni per pianoforte in si maggiore sul duetto La stessa, la stessissima da Falstaff ossia Le tre burle (1799)
- Mlle. Benaut (*1778)
Variazione per pianoforte su un tema di Salieri
- Johann Nepomuk Hummel
Fantasia per pianoforte in do minore su un tema di von Salieri (ouvertüre di Axur, Re d'Ormus), Haydn (Sinfonia n. 94) e Mozart (vari temi da Il flauto magico) (1799)
- Friedrich Kalkbrenner
Introduzione e rondò per pianoforte sul barcarolo Ahi! povero Calpigi da Tarare op. 78 (circa 1826)
- Ignaz Moscheles
Impromptu martial per pianoforte in sol maggiore sulla marcia Palmira, Regina di Persia op. 65 (circa 1825)